# Gilberto Rodríguez Pérez
Gilberto Rodríguez Pérez (Los Silos, Tenerife; 4 de diciembre de 1941-Las Palmas de Gran Canaria; 7 de agosto de 2018), más conocido como Gilberto I, fue  un futbolista  español que militó en la U. D. Las Palmas y en el C.D. Tenerife. Jugó ocho años en Primera División y participó en dos ocasiones en competiciones europeas (Copa de Ferias 1969-70 y Copa de la UEFA 1972-73).

## Trayectoria profesional

### Inicios
Gilberto I comenzó a jugar en Isla Baja, Tenerife, en el equipo de fútbol Juventud Silense, con quien se proclamaría campeón de la Copa Federación (1960). Con 21 años fue fichado por la U. D. Las Palmas.

### U. D. Las Palmas (1962-1973)
Gilberto I llegó a Las Palmas de Gran Canaria en septiembre de 1962, donde jugaría durante 11 años, siendo uno de los integrantes titulares del equipo insular en la década de los 60. Fue un extremo zurdo, veloz y de fuerte disparo. Durante ese periodo anotó en 73 ocasiones con la elástica amarilla, 39 de los cuales fueron en Primera División. Ocupa el 6.º puesto, empatado con Marcos Márquez en la lista de máximos goleadores de la U. D. Las Palmas.

#### Primeros años en Las Palmas (1962-1965)
La temporada 1962-63 de  Segunda División terminó el campeonato en 4.ª posición del Grupo II. Durante esta temporada el equipo fue entrenado por Rosendo Hernández (1962-1963). La temporada 1963-64 acabarían en 3.ª posición, bajo la batuta de Vicente Dauder (1963-1966).
La temporada 1964-65 Gilberto I vivió un año de ascenso, terminando la temporada con el equipo en 1.ª posición del Grupo II de la Segunda División y ascendiendo directamente a la Primera División. Ese año jugó 28 partidos.

#### Los años dorados (1965-1972)
En su estreno en Primera División (temporada 1965-66), el equipo terminaría en la 9.ª posición de la tabla clasificatoria. Jugó 29 partidos, y no fue sustituido en ninguna ocasión. Anotó 7 goles. Un año más tarde (temporada 1966-67), acabaron en la 10.ª posición de la tabla clasificatoria. En los últimos tres partidos desembarca Luis Molowny (1967-1970) para entrenar al equipo tras la destitución de Juan Otxoantezana (1966-1967). Tras dos victorias y un empate logran salvar la categoría. Ese año Gilberto jugó 29 partidos, todos de titular, y marcó 3 goles.
En la temporada 1967-68 el equipo se convierte en la revelación del campeonato, logrando una 3.ª posición a 4 puntos del Real Madrid, que finalmente se alzó con el trofeo. Gilberto I consiguió 8 goles durante esa temporada, en la que el equipo, con 56 tantos, se convertiría en el máximo anotador del campeonato. Los 27 partidos que jugó los hizo de titular, siendo sustituido en una ocasión. Un año después logran el subcampeonato, siendo la temporada 1968-69 la más exitosa del jugador en su carrera profesional. Jugó 29 partidos, todos ellos de titular, y no fue sustituido, marcando 8 goles.
La temporada 1969-70 supuso el regreso del equipo a las zonas medias de la tabla, acabando en la 9.ª posición, tras la dimisión del entrenados Luis Molowny en enero de ese año. Molowny fue sustituido por Rosendo Hernández (1970-1971) hasta el final de la temporada, que terminó con 6 goles de Gilberto I.  Al año siguiente (temporada 1970/71) juega 27 partidos y anota 4 goles, bajo la dirección de Héctor Rial (1970-1971). El equipo termina en 14.ª posición. El 9 de marzo de ese año fallece su compañero de equipo Juanito Guedes, a los 28 años de edad, tras una grave enfermedad. 
La temporada 1971-72 resultó mucho más exitosa que las dos precedentes, y el equipo obtuvo la 5.ª posición y la clasificación para la Copa de la UEFA del año siguiente, gracias a que el Atlético de Madrid (4.º) se proclamó campeón de la Copa del Rey y se clasificó para la Recopa de Europa. Este año Gilberto conocería a su último entrenador en la U. D. Las Palmas: Pierre Sinibaldi (1971-1975), quien le hizo jugar en 24 partidos. Anotó 3 goles.
La temporada 1972-73 fue la última que jugó Gilberto en el cuadro amarillo. Quedaron en 11.ª posición en el campeonato nacional, y brillaron en la Copa de la UEFA, donde el equipo superó al Torino FC o el Slovan Bratislava, siendo finalmente eliminados en cuartos de final por el FC Twente holandés. Esa temporada jugó 12 partidos, debido a la llegada de Miguel Ángel Santana, quien le disputó el puesto de titular en la delantera amarilla. No marcó ningún gol.
Tras finalizar la temporada 1972-73, y con 31 años, abandonó la U. D. Las Palmas para fichar por el C.D. Tenerife.

### C.D. Tenerife
Tras unos años más en la Segunda División, Gilberto Rodríguez Pérez "Gilberto I" se retiró en el C.D. Tenerife.

## Homenaje
El 20 de febrero de 2016 le fue impuesta la insignia de oro y brillantes de la Unión Deportiva Las Palmas en los prolegómenos del partido ante el FC Barcelona en el Estadio de Gran Canaria.